# Cordicantharis caspica
Cordicantharis caspica là một loài bọ cánh cứng trong họ Cantharidae. Loài này được Reitter miêu tả khoa học năm 1898.